# Ecgberht II de Kent
Ecgberht II va ser rei de Kent, juntament amb Heaberht, al voltant del 765—779. El govern de Kent feia temps que estava sotmès a Mèrcia.

Ecgberht és conegut per les monedes que s'han trobat i per cartes de donacions d'altres amb el seu nom que van del 765 al 779, en dues de les quals va signar com a testimoni.
Ecgberht II va accedir al tron probablement 765, any en què està datat el primer document amb el seu nom. Aproximadament en aquesta època el rei Offa de Mèrcia, va iniciar accions per acabar governant Kent tot sol i va emetre o confirmar cartes de donacions amb relació a Kent. Segons diu a la Crònica anglosaxona, es va lliurar una batalla a Otford l'any 776 i, encara que no es diu el resultat, el fet que sembla haver romàs com a regne independent durant alguns anys després de la batalla, fa pensar que Ecgberht en va sortir victoriós. Se sap que va ser rei fins almenys el 779, data de la darrera carta conservada amb el seu nom.